# Georges Delaselle
Georges Delaselle, né le 18 mars 1861 dans le 3e arrondissement de Paris et mort le 29 janvier 1944 à l'Île-de-Batz, est un bourgeois et assureur parisien qui est connu par son œuvre en tant que jardinier : le jardin colonial de l'Île-de-Batz renommé quelques années après son décès Jardin Georges Delaselle.

## Biographie

### Enfance et famille
Georges Albert Delaselle, dit Georges Delaselle, est né le 18 mars 1861 au 23, boulevard du Temple, à Paris dans le 3e arrondissement,, dans une famille bourgeoise aisée dont il est le fils aîné. Le jeune Georges trouve dans cette maison d'une famille enrichie par le commerce et le négoce un environnement favorable pour développer sa sensibilité et sa curiosité. Il fait des études littéraires et artistiques, puis, doué pour les langues étrangères et attiré par l'art, il entreprend de voyager et s'arrête à Dublin pour un apprentissage de la gravure sur armes.

### Assureur et Jardinier
C'est à vingt-cinq ans qu'il commence une carrière aux Assurances Générales. Rapidement il dispose d'une maison à Asnières que fréquente un groupe d'amis que lient des sujets culturels et artistiques, tout en organisant et participant à des fêtes et réceptions. Régulièrement il va en Champagne, d'où sa mère est originaire, pour y pratiquer la peinture et la chasse.

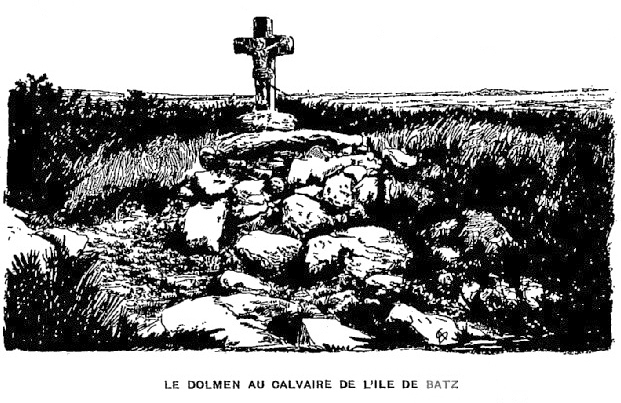
Dessin du dolmen au calvaire en 1906.

À 36 ans, c'est un « grand bourgeois » célibataire avec des revenus confortables dus notamment à son emploi de direction aux assurances générales. C'est à cette époque que son ami Étienne Masson le convainc de l'accompagner sur l'Île-de-Batz, qu'il a découverte l'année précédente. Pour Georges Delaselle cet environnement et le climat îlien sont une révélation. Il découvre également qu'il est possible d'y acheter des parcelles. Au mois de décembre il est déjà de retour sur l'île pour y acheter plusieurs parcelles de landes et ronces, situées dans la pointe sud-est, dominées par un dolmen christianisé situé sur un monticule. Il signe l'acte notarié de cet achat le 22 décembre 1897. C'est au cours de cette même année 1897 qu'il rencontre Jean Dybowski qui partage le même attrait pour les jardins exotiques à la « mode coloniale ». Celui-ci, apprenant qu'il envisage d'y habiter un jour, l'encourage à y créer un jardin et au fil du temps devient son conseiller et ami.

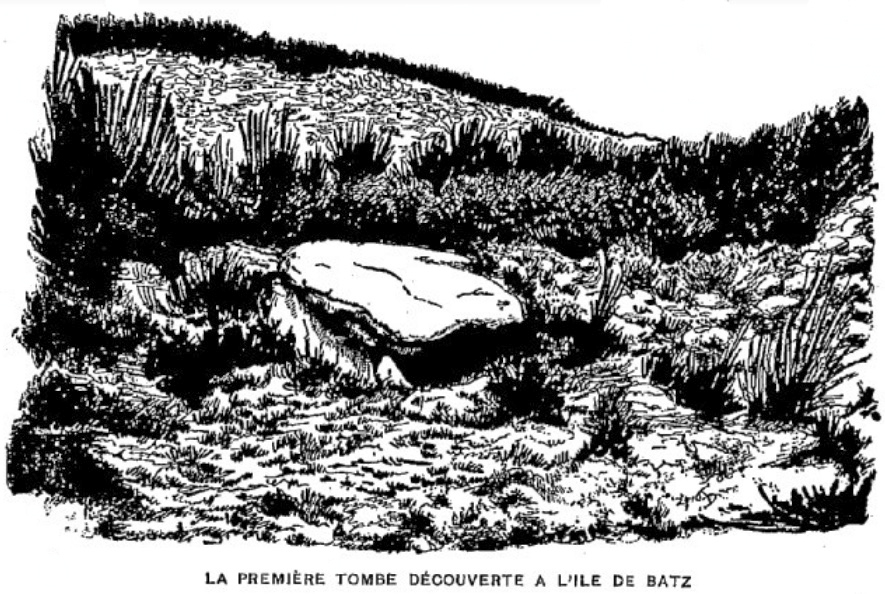
Dessin de la première tombe découverte en 1906.

Dans les années qui suivent, Georges Delaselle s'investit pleinement dans son projet. Tout en conservant son travail à Paris, il étudie la botanique et fait nombre de voyages à la recherche de plantes à collecter capables de s'acclimater sur l'île. À Batz, il achète et fait des échanges de parcelles pour améliorer son domaine. Il y fait également construire une petite maison pour pouvoir y installer un gardien. En 1903, il entame des travaux de terrassement avec une dizaine d'îliens qu'il équipe de bêches et de brouettes. Son objectif est de protéger ses plantations des vents forts et des vents froids de l'hiver en créant une cuvette dans la dune et en rehaussant le pourtour pour y planter une haie d'arbres brise-vents. C'est sur ce pourtour qu'il plante une centaine de pins en 1905. C'est l'année suivante qu'il crée les plans des différentes parties de son jardin : le centre est une pelouse bordée de massifs de fleurs aux tons doux ; dans son prolongement est situé un potager avec des serres basses pour protéger les fruits et légumes des oiseaux ; la cuvette est traitée en jardin colonial. C'est lorsque le creusement de la dune atteint le sol stable, à une profondeur d'environ deux mètres, qu'il découvre des dalles au niveau d'une couche d'argile. C'est accompagné de son ami Georges Toudouze, alors rédacteur en chef de la revue Le Musée, qu'il fouille le site. En janvier 1906 Georges Toudouze publie dans sa revue,un article intitulé Le cimetière préhistorique de l'île de Batz,.

### Jardinier à temps plein
Il est à Paris lorsqu'il apprend, en mai 1918, qu'il a la tuberculose. Il quitte son emploi et rejoint l'île pour s'y installer définitivement. Célibataire, il est uniquement accompagné de sa gouvernante et d'un chat.
C'est retiré dans sa maison qu'il meurt le 29 janvier 1944.

## Hommage
Le 3 avril 2008 le corps de Georges Delaselle est exhumé du cimetière de l'île pour être inhumé dans son jardin vœu qu'il avait exprimé. Cette cérémonie intime a lieu après une dizaine d'années de tractations entre l'association Les amis du jardin Georges Delaselle et l'administration.
En 2021, pour les 160 ans de la naissance de Georges Delaselle, l'association des amis du jardin finance la réalisation d'une sculpture à l'artiste Zoltan Zsako, qui a réalisé l'Obélisque de la place des Fêtes à Paris. Cette sculpture en bronze représente le buste de Georges Delaselle sortant d'un agave, elle est ensuite fixée au sommet d'un petit menhir, don d'une îlienne, pour devenir la « stèle du menhir fleuri » est inaugurée le 29 septembre 1921 en présence de membres de l'association, et d'une trentaine de personnes dont Jacques Edern, président du Haut-Léon Communauté devenu le gestionnaire du site en 2018, et Didier Olivry représentant le Conservatoire du littoral propriétaire des lieux depuis 1997.